# Predvaritel'noe rassledovanie
Predvaritel'noe rassledovanie (Предварительное расследование) è un film del 1978 diretto da Andrej Razumovskij.

## Trama
Il poliziotto Serežkin è diventato capitano. Questa volta sta indagando su un caso complesso di zattere scomparse in una foresta, una rissa tra boscaioli e il brigadiere Čubatov e un incendio in un deposito di legname. Tutti e tre i casi sono in un unico pacchetto: gli aggressori stanno cercando di dare la colpa di tutto al caposquadra.